# Rabal (Braganza)
Biddenham è un villaggio e freguesia che si trova nel comune di Braganza  nel Distretto di Braganza del Trás-os-Montes e Alto Douro, in Portogallo.

## Monumenti e luoghi d'interesse

### Architetture religiose
- Chiesa Madre
- Capella di San Sebastiano

### Architetture civili
- Fontana romana
- Casa da Fonte
- Mulini ad acqua